# Guiuan
Guiuan è una municipalità di seconda classe delle Filippine, situata nella Provincia di Eastern Samar, nella Regione del Visayas Orientale.
Guiuan è formata da 60 baranggay:
- Alingarog
- Bagua
- Banaag
- Banahao
- Baras
- Barbo
- Bitaugan
- Bucao
- Buenavista
- Bungtod
- Cagdara-o
- Cagusu-an
- Camparang
- Campoyong
- Canawayon
- Cantahay
- Casuguran
- Cogon
- Culasi
- Dalaragan

- Gahoy
- Habag
- Hagna
- Hamorawon
- Hollywood
- Inapulangan
- Lupok
- Mayana
- Ngolos
- Pagbabangnan
- Pagnamitan
- Poblacion Ward 1
- Poblacion Ward 2
- Poblacion Ward 3
- Poblacion Ward 4
- Poblacion Ward 4-A
- Poblacion Ward 5
- Poblacion Ward 6
- Poblacion Ward 7
- Poblacion Ward 8

- Poblacion Ward 9
- Poblacion Ward 9-A
- Poblacion Ward 10
- Poblacion Ward 11
- Poblacion Ward 12
- Salug
- San Antonio
- San Jose
- San Juan
- San Pedro
- Santo Niño
- Sapao
- Sulangan
- Suluan
- Surok
- Tagporo
- Taytay
- Timala
- Trinidad
- Victory